# 僕の愛しい妖怪ガールフレンド
『僕の愛しい妖怪ガールフレンド』（ぼくのいとしいようかいガールフレンド）は、2024年3月22日よりAmazon Prime Videoで世界独占配信されている連続ドラマ。
主演は佐野勇斗。

## あらすじ
昔々人と妖怪が共に共存していた世界。五百年前、妖怪の妖力を我が物にせんとした者が力のある5人の武士(五本槍)が妖怪を裏切り妖怪を封印し、奪った妖怪の力を使い国を影から支配していた。それから五百年後の現代。大学生のオタクでゲームサークル所属の犬飼忠士 / ハチは出会い系のネカマに騙されて落ち込んでいたところサークル仲間の田貫 / タヌキ からネットで美女を召喚する愛の呪いが載っている怪しい書の画像を見せられる。彼女の欲しいハチは半信半疑ながらその召喚の儀式をしてしまい、その場は何も起こらなかったが次の日に大学でいきなり空から美女が降臨してしまった。その美女こそ五百年前に妖狐である母を五本槍の使いである天廻に殺害され自らも仲間の妖怪と共に無限地獄に封印された可愛いだが、ちょっぴり怖い妖怪・伊祟那忌鬼姫だった。ハチにイジーと名付けられた彼女は仲間の封印を解く為に、五本槍の子孫の首を5つ狩る必要があった。そんな2人のラブコメ物語。

## キャスト

### 主要人物
犬飼忠士（いぬかい ただし） / ハチ〈20〉
演 - 佐野勇斗（幼少期：岩川晴）
ゲームオタクの大学生。渾名の由来は忠犬ハチ公から。
伊祟那忌鬼姫（いずな いみきひめ） / イジー
演 - 吉川愛（幼少期：池村咲良）
忠士が現世に召還した妖怪。500年越しの復讐の使命を背負っている。
姉が2人おり、家系は弥生時代の豊前に遡る。沓島出身。

### 犬飼家
犬飼忠義
演 - 反町隆史
ハチの父。京都府警 六畔警察署 捜査一課刑事。
犬飼静
演 - 板谷由夏
ハチの母。
犬飼美沙
演 - 齊藤なぎさ
ハチの妹。

### eスポーツ部
ハチが所属するサークル。
田貫R世凪 / タヌキ
演 - アントニー
ハチの少年時代からの親友。
小宮山光
演 - 吉柳咲良
ハッキングのスキルがある。
三国紅太郎
演 - 桜田通
リーダー。
寺内和典
演 - 加藤諒

### 大学関係者
連城ありさ
演 - 平祐奈（幼少期：池村碧彩）
講師。連城左近の姪。
澤田夏子
演 - 濱田マリ
ハチが履修する古代民俗学の教授。
一本木将人
演 - 望月歩
ハチの同窓生。一本木健の甥で隼人の従弟。
鹿園弘毅
演 - 栗原類
行方不明になった学生。屍人となってからはイジーを付け回す。

### 五本槍とその関係者
一本木健
演 - 竹中直人
一本木建設社長。重い病を患っている。
二之宮斎玄
演 - 橋本じゅん
二浄寺住職。
三廻部遮那
演 - 真飛聖
三廻部海運社長。
四方田英明
演 - 野間口徹
四方田酒造社長。
五郎丸沙織
演 - 夏木マリ
ハチの祖母。
連城左近
演 - 袴田吉彦
一本木他の五本槍企業の顧問弁護士。ありさの叔父。
天廻
演 - 北村有起哉
護人に仕える、イジーと深い因縁を持つ人物。
男性
演 - 山崎潤（第4話 - ）
五郎丸の側近。いつも能面を被っている。

### 六畔警察署
鈴木丹子
演 - 石井杏奈
捜査一課新人刑事。犬飼忠義の部下。
神田
演 - 蔵原健
捜査一課刑事。
上野義久
演 - 山本章博
同上。

### ゲスト

#### 第1話
一本気隼人
演 - 山本涼介（第2話・第3話・最終話）
一本木健の息子。
かれん
演 - 紺野彩夏
学生。
恭平
演 - 松㟢翔平（第2話）
一本木将人の取り巻き。
取り巻き
演 - タナカガ、じんじん（パパラピーズ）
同上。
男性
演 - 小浦一優（芋洗坂係長）
ハチがネットで知り合った「マイ」の中の人。
プリクラ機
声 - 榎あづさ（第8話）
第8話ではキャスターの声。
DJ
演 - SO-SO
一本気隼人主催のクラブでのパーティのDJ。

#### 第2話
店員
演 - 酒井善史
ハチとイジーが訪れたワゴンのクレープ屋。
巫女
演 - 村上珠里、鈴木美月
舞を稽古している。
男女
演 - こたつ、タロー社長、あみか、アマリザ、わかゔぁ（フォーエイト48）
鎌倉の海岸にいたグループ。イジーにダンスを教える。

#### 第3話
サラリーマン
演 - 中川晴樹
イジーと天廻がバトルするバスに乗っていたサラリーマン。
早坂結子
演 - 糸瀬七葉
屍人となった鹿園弘毅を見つけて声をかけるパンクファッションの学生。
妃叉那
演 - 藤井美菜（最終話）
イジーの母。天廻に殺害された。
男性
演 - 塚地武雅
ヒッチハイクする天廻を乗せた男性。1970年代ディスコミュージックオタク。

#### 第7話
ありさの父、ありさの母
演 - 笑福亭鉄瓶、相沢美紗樹

蒼い瞳の少女
演 - 小松ハンナ
漁港市場にいるりんご飴を持った少女。イジーを突き飛ばす。

#### 最終話
司会
演 - 詩羽
eスポーツの大会「eレジェンズ」のMC。
妖怪
演 - 大島美優
イジー姉（幼少期）
演 - 羽鳥心彩

## スタッフ
- 制作総指揮・脚本 - ヤルン・トゥ、ザック・ハインズ[1]
- 音楽 - 兼松衆[21]
- 主題歌 - 水曜日のカンパネラ「たまものまえ」（Warner Music Japan）[18]
- ナレーション - 山下誠一郎[22]
- OP映像 - ヨシダタカユキ[23]
- キャラクターデザイン - 百武朋[24]
- VFX - オムニバス・ジャパン[25]
- アクション監督 - 小池達朗[26]
- 監督 - 三木孝浩[1]
- プロデューサー - 林辰郎、梶原富治、北澤卓哉[27]

## 配信日程
| 話数   | 配信日  | サブタイトル                 | 脚本 |
| ------ | ------- | ---------------------------- | ---- |
| 第1話  | 3月22日 | 不気味な出会い               |      |
| 第2話  | 3月22日 | ハッピー・デス・ウエディング |      |
| 第3話  | 3月22日 | 僕らのルール                 |      |
| 第4話  | 3月22日 | 恋わずらいとラビリンス       |      |
| 第5話  | 3月22日 | サプライズバースデー         |      |
| 第6話  | 3月22日 | 夢やぶれて                   |      |
| 第7話  | 3月22日 | 嵐の予感                     |      |
| 最終話 | 3月22日 | 愛してるから                 |      |